# Bătălia de la Oituz (1917)
A Treia Bătălie de la Oituz a fost o confruntare militară complexă desfășurată între armata română sprijinită de trupele Republicii Ruse, împotriva trupelor germane și austro-ungare, în timpul campaniei militare românești din 1917 din Primul Război Mondial. Bătălia – purtată în perioada 26 iulie/8 august – 9/22 august 1917 s-a desfășurat pe axele principale ale văilor Slănicului, Oituzului și Cașinului din județul Bacău și a avut ca scop strategic - de partea Puterilor Centrale pătrunderea în valea Trotușului spre Onești și apoi spre Adjud pentru a se face joncțiunea cu armatele amice aflate în ofensivă la Mărășești, iar de partea României pe acela de apărare și de menținere a liniei frontului. Succesul strategic a fost de partea Armatei Române, chiar în contextul unei înaintări reale pe teren – de mică amploare – a inamicului.
Preludiul și ordinele de luptă:
Armata I Austro-Ungară plănuia să atace pozițiile românești de-a lungul văii Oituz, folosind în primul rând Grupul Gerok, care participase recent la Bătălia de la Mărăști. Corpul 8 avea să întreprindă efortul principal; cuprindea o divizie de infanterie germană și două austro-ungare dislocate între Valea Dofteanei și Măgura Cașinului și două divizii de cavalerie austro-ungare în rezervă. În fața lor, Armata a II-a Română a dislocat Corpurile 2 și 4, cu un total de șase divizii de infanterie (1, 3, 6, 7, 9, 12) și două batalioane de rezervă. Atacul avea să fie efectuat pe un front de 7 kilometri (4,3 mile), iar românii erau depășiți numeric cu 4 la 1. La câțiva kilometri în spatele liniilor românești se afla valea râului Trotuș, care ducea în spatele frontului român și rus; astfel, o ofensivă reușită a Puterilor Centrale la Oituz ar fi putut avea efecte potențial dezastruoase pentru efortul de război aliat în România
Bătălia:
Atacul a început pe 8 august, după un baraj de artilerie violent de patru ore. Vârful Pravila fortificat, deținut de Regimentul 27 Dorobanṭi Român „Bacău”, a fost asaltat de patru ori de Divizia 70 Infanterie austro-ungară, fără rezultat. Divizia 117 Infanterie germană a avut mai mult succes avansând cu 1 până la 2 kilometri (0,62 până la 1,24 mile) în jurul vârfului Ungureanu și provocând pierderi grele Regimentului 16 Dorobanṭi „Baia”. La sud, Regimentul 10 Dorobanṭi „Putna” a reușit să se mențină. În timpul nopții, Corpul 4 român a contraatacat în zonele deținute de germani, luând 200 de prizonieri și reluând un teren pierdut. În după-amiaza următoare, însă, Puterile Centrale au atacat în forță, luând vârful Pravila și înaintând lângă Dealul Coșna [ro]. Divizia 7 Infanterie Română s-a retras pe o nouă linie defensivă. Luptele violente au continuat pe 10 august, epuizându-i pe români, care nu și-au putut întări în mod corespunzător liniile din cauza luptei concomitente de la Mărășești. Doar Divizia 1 Cavalerie a sosit pe 11 august, intrând imediat în luptă și recucerind seara zona de la sud de Dealul Coșna și Dealul Stibor. Unitățile germane care au ocupat satul Oituz au fost împinse înapoi de trupele de munte și de mașinile blindate ale Corpului 2.
La 12 august, proaspăt sosit Batalionul Vânători de munte, după un marș de 160 de kilometri (99 mile) și o pauză de 20 de minute, a atacat vârful Cireșoaia, în tandem cu Regimentul 27, încă unul român și două batalioane rusești. . Trupele de munte au spart apărarea Diviziei 70 Infanterie, luând 417 prizonieri, în timp ce au suferit doar 21 de victime. Divizia austro-ungară a suferit aproape 1.500 de victime în total la Cireșoaia.
La 13 august, o altă întărire română, Brigada Grăniceri (Grăniceri), a atacat pozițiile Puterilor Centrale la sud de râul Oituz, pierzând peste 800 de oameni în timp ce câștiga puțin teren. Divizia 1 Cavalerie a reluat Dealul Coșna și l-a ținut împotriva contraatacurilor germane. La Cireșoaia, Divizia 7 Infanterie a atacat împreună cu Divizia 2 Infanterie Rusă; după câștigurile inițiale, Regimentul 195 Infanterie rus a fost respins, iar trupele austro-ungare au amenințat flancurile românilor. Ulterior, avansul a fost oprit.
În concluzie,bătălia a fost câștgată de Regatul României,cu o victorie defensivă.

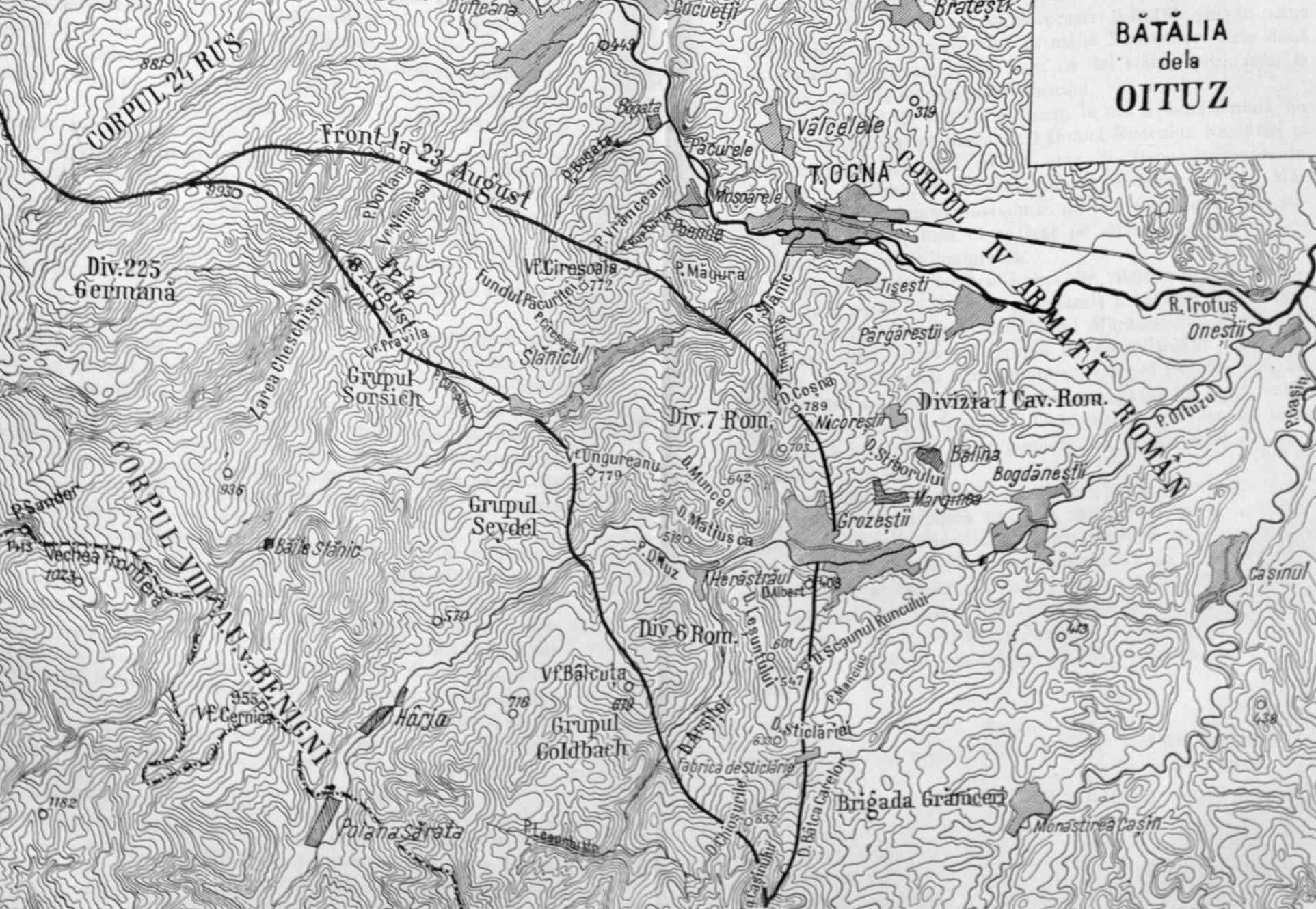
Harta bătăliei